# Musique dans les opérations psychologiques
 (septembre 2024).
La mise en forme du texte ne suit pas les recommandations de Wikipédia : il faut le « wikifier ».
Les points d'amélioration suivants sont les cas les plus fréquents. Le détail des points à revoir est peut-être précisé sur la page de discussion.
- Les titres sont pré-formatés par le logiciel. Ils ne sont ni en capitales, ni en gras.
- Le texte ne doit pas être écrit en capitales (les noms de famille non plus), ni en gras, ni en italique, ni en « petit »…
- Le gras n'est utilisé que pour surligner le titre de l'article dans l'introduction, une seule fois.
- L'italique est rarement utilisé : mots en langue étrangère, titres d'œuvres, noms de bateaux, etc.
- Les citations ne sont pas en italique mais en corps de texte normal. Elles sont entourées par des guillemets français : « et ».
- Les listes à puces sont à éviter, des paragraphes rédigés étant largement préférés. Les tableaux sont à réserver à la présentation de données structurées (résultats, etc.).
- Les appels de note de bas de page (petits chiffres en exposant, introduits par l'outil «  Source ») sont à placer entre la fin de phrase et le point final[comme ça].
- Les liens internes (vers d'autres articles de Wikipédia) sont à choisir avec parcimonie. Créez des liens vers des articles approfondissant le sujet. Les termes génériques sans rapport avec le sujet sont à éviter, ainsi que les répétitions de liens vers un même terme.
- Les liens externes sont à placer uniquement dans une section « Liens externes », à la fin de l'article. Ces liens sont à choisir avec parcimonie suivant les règles définies. Si un lien sert de source à l'article, son insertion dans le texte est à faire par les notes de bas de page.
- La présentation des références doit suivre les conventions bibliographiques. Il est recommandé d'utiliser les modèles {{Ouvrage}}, {{Chapitre}}, {{Article}}, {{Lien web}} et/ou {{Bibliographie}}. Le mode d'édition visuel peut mettre en forme automatiquement les références.
- Insérer une infobox (cadre d'informations à droite) n'est pas obligatoire pour parachever la mise en page.

Pour une aide détaillée, merci de consulter Aide:Wikification.
Si vous pensez que ces points ont été résolus, vous pouvez retirer ce bandeau et améliorer la mise en forme d'un autre article.
La musique peut être utilisée comme un outil de guerre psychologique dans les opérations psychologiques. Le terme « torture musicale » est parfois utilisé pour décrire cette pratique. Bien que les experts américains en matière d'interrogatoire reconnaissent qu'elle provoque un inconfort, elle a également été caractérisée comme n'ayant aucun « effet à long terme ».

## Description
La musique et le son ont été généralement utilisés dans le cadre d'une combinaison de méthodes d'interrogatoire, aujourd'hui reconnues par les organismes internationaux comme équivalant à de la torture. Attaquant tous les sens sans laisser de traces visibles, ils ont constitué la base de la torture largement évoquée à Guantanamo et à Abu Dhabi Les méthodes de « torture par le bruit » ou « torture sonore », qui incluent la diffusion continue de musique ou de bruit, ont été associées à la privation sensorielle, à la privation de sommeil, à la privation de nourriture et de boisson et aux positions de stress (en).

## Dans le monde

### États-Unis
- Un reportage de BBC News a affirmé que Enter Sandman du groupe de heavy metal américain Metallica, ainsi que la musique des programmes télévisés pour enfants Barney et Sesame Street, ont été utilisés pour la privation de sommeil et pour offenser culturellement les prisonniers de guerre irakiens[1],[3],[4].

- D'après le sergent Mark Hadsell, il aurait été utilisé par la 361e compagnie d'opérations psychologiques des États-Unis : « Ces gens n'ont jamais entendu parler de heavy metal. Ils ne peuvent pas le supporter. Si vous en écoutez pendant 24 heures, vos fonctions cérébrales et corporelles commencent à déraper, votre raisonnement ralentit et votre volonté est brisée. C'est là que nous intervenons et leur parlons[1]. »

- Dans la guerre contre le terrorisme, les États-Unis ont utilisé les chansons The Real Slim Shady de Eminem, la chanson thème de Meow Mix (en) et Fuck Your God de Deicide pour torturer[5].
- Lorsque les États-Unis envahirent le Panama en décembre 1989, Manuel Noriega se réfugia à l’ambassade du Saint-Siège le 24 décembre, qui fut immédiatement encerclée par les troupes américaines. Après avoir été continuellement bombardé par la musique hard rock, y compris la chanson Panama (en) de Van Halen[6], et The Howard Stern Show pendant plusieurs jours, Noriega s'est rendu le 3 janvier 1990[7],[8]

- Selon le FBI, des abus ont été commis à Guantanamo[9],[10] :

« Un témoin a observé des interrogatoires avec privation de sommeil, lumières stroboscopiques et musique forte. L'interrogateur a dit qu'il faudrait 4 jours pour briser quelqu'un qui fait un interrogatoire en 16 heures avec lumières et musique allumées et 4 heures éteintes. Une note manuscrite à côté du synopsis dactylographié dit « ok selon la politique du DoD ». »
« Des rumeurs selon lesquelles l'interrogateur s'est vanté d'avoir fait une lap dance sur le détenu, un autre selon lequel il aurait fait écouter au détenu de la musique black metal satanique pendant des heures avant de s'habiller en prêtre et de baptiser le détenu pour le sauver - une note manuscrite dit « oui ». »
« Un témoin a vu le détenu dans la salle d'interrogatoire assis par terre avec le drapeau israélien drapé autour de lui, de la musique forte et des lumières stroboscopiques. W soupçonne que cette pratique est utilisée par le DOD DHS en se basant sur les personnes qu'il a vues dans le couloir. »

- The Washington Post, citant un rapport de la Croix-Rouge qui a fuité, a écrit[11] :

« Les tactiques physiques relevées par la Croix-Rouge comprenaient le placement des détenus dans des pièces extrêmement froides avec de la musique forte et le fait de les forcer à s'agenouiller pendant de longues périodes, a déclaré la source au courant du rapport. »

### Israël
Le 12 janvier 1998, la Cour suprême d'Israël a refusé d'interdire l'utilisation de la musique forte comme technique d'interrogatoire.

### Grèce
Selon des recherches récentes, la junte militaire grecque (1967-1974) a utilisé la musique parmi ses techniques d'interrogatoire. Cela s'est passé au siège de l'Unité spéciale d'interrogatoire de la police militaire grecque (EAT/ESA), à Athènes. De nouveaux entretiens avec des survivants, menés là-bas en 1973, parlent de l'utilisation de chansons, de tubes populaires de l'époque : ceux-ci étaient diffusés à plein volume et en boucle par des haut-parleurs pendant que le détenu devait rester debout sans repos, sans nourriture, sans boisson et sans sommeil.

### Corée du Sud
La Corée du Sud a diffusé de la musique K-pop à travers la zone coréenne démilitarisée (DMZ) vers la Corée du Nord à l'aide de haut-parleurs. Ces opérations ont été interrompues en 2018 à la suite d'un dégel des relations intercoréennes.

### Panama
Réfugié dans la nonciature de Panama, Manuel Noriega se rendit le 3 janvier 1990 après un siège de plusieurs jours sous le vacarme assourdissant de musique rock selon un schéma de mise en œuvre de la musique dans les opérations psychologiques. Il accepte de se rendre notamment grâce aux actions d'une agent de la DIA, Martha Duncan.

### Nouvelle-Zélande
Pendant la manifestation de Wellington en 2022, le président de la Chambre des représentants, Trevor Mallard, a utilisé les haut-parleurs du Parlement pour diffuser de la musique comme Macarena de Los del Río et le répertoire de Barry Manilow.

### Irak
Selon Amnesty International :
« Des détenus ont déclaré avoir été régulièrement soumis à des traitements cruels, inhumains ou dégradants lors de leur arrestation et de leur détention. De nombreuses personnes ont déclaré à Amnesty International avoir été torturées et maltraitées par les soldats américains et britanniques lors de leurs interrogatoires. Les méthodes souvent évoquées sont notamment la privation prolongée de sommeil, les coups, l’immobilisation prolongée dans des positions douloureuses, parfois combinée à une exposition à de la musique forte, le port prolongé d’une cagoule et l’exposition à des lumières vives. Pratiquement aucune des allégations de torture ou de mauvais traitements n’a fait l’objet d’une enquête appropriée de la part des autorités. »